# ECW Anarchy Rulz
ECW Anarchy Rulz is een computerspel dat werd ontwikkeld en uitgegeven door Acclaim Entertainment. Het spel kwam in 2000 uit voor de Sony PlayStation en de Sega Dreamcast. Het spel werd uitgebracht in 2000. Het perspectief van het spel wordt in de derde persoon getoond. Het spel is een worstelspel waarbij de speler kan kiezen uit 32 worstelaars waaronder Tommy Dreamer, Justin Credible, Francine en Super Crazy. Het spel kan gespeeld worden in de volgende modi: demonstratiewedstrijd, loopbaan en toernooi.

## Platforms
| Platform    | Jaar |
| ----------- | ---- |
| Dreamcast   | 2000 |
| PlayStation | 2000 |

## Ontvangst
| Beoordeeld door                     | Platform    | Datum             | Score |
| ----------------------------------- | ----------- | ----------------- | ----- |
| GameSpot                            | Dreamcast   | 3 januari 2001    | 65%   |
| Game Informer Magazine              | PlayStation | november 2000     | 55%   |
| GameSpot                            | PlayStation | 29 augustus 2000  | 55%   |
| 4Players.de                         | Dreamcast   | 19 februari 2001  | 47%   |
| All Game Guide                      | PlayStation | 2000              | 40%   |
| Jeuxvideo.com                       | PlayStation | 11 september 2000 | 35%   |
| Game Revolution                     | PlayStation | september 2000    | 33%   |
| Digital Press - Classic Video Games | PlayStation | 4 oktober 2005    | 30%   |
| All Game Guide                      | Dreamcast   | 2000              | 30%   |
| Gaming Age                          | PlayStation | 13 september 2000 | 16%   |